# Онофре Марімон
Онофре Аґустін Марімон (ісп. Onofre Agustín Marimón; 19 грудня [23]? 1923, Сарате, Аргентина — 31 липня 1954, Нюрбургринг, Нюрбург, Німеччина) — аргентинський автогонщик,  пілот Формули-1 (1951, 1953—1954).